# Трамп-Палас

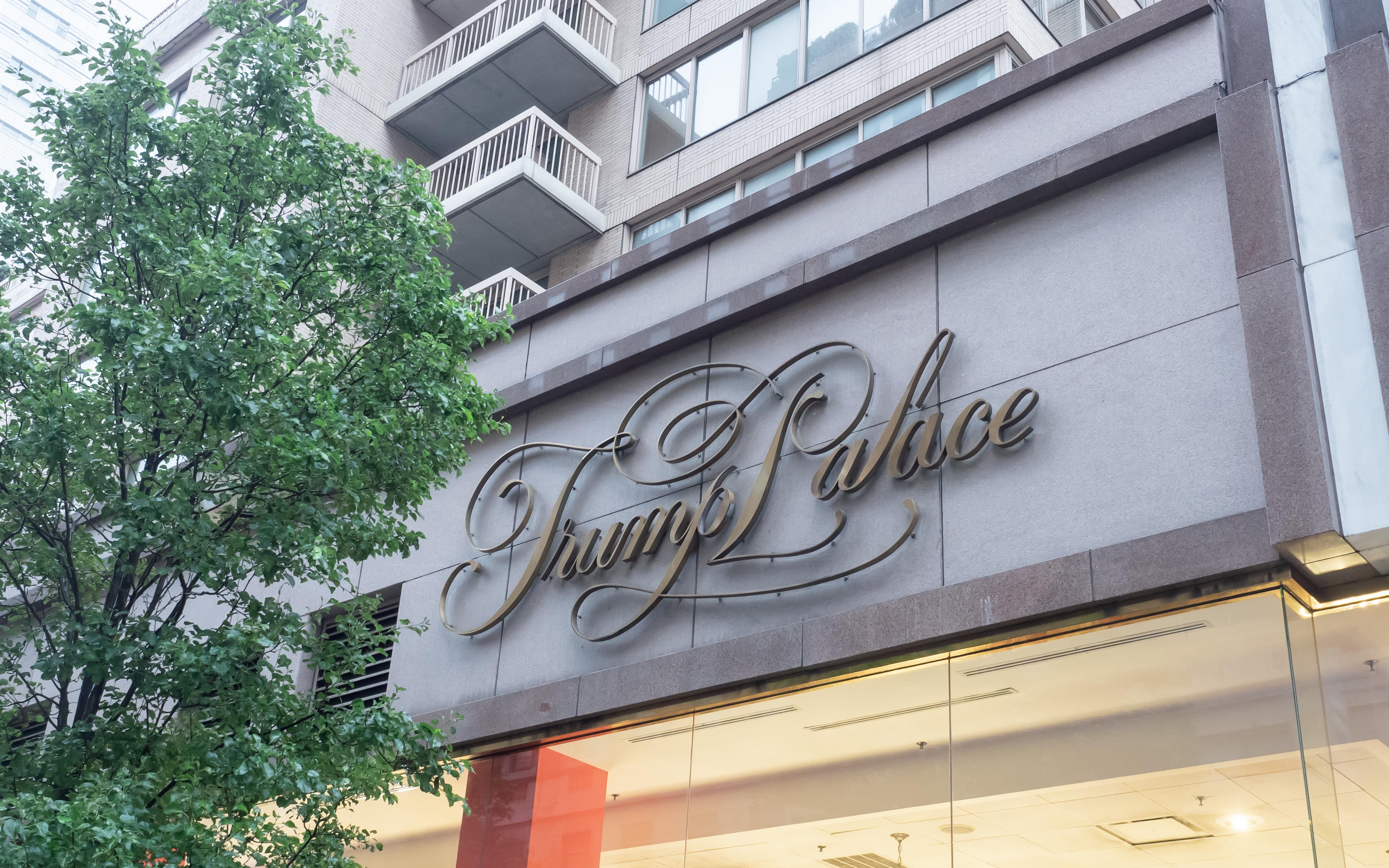
Вывеска «Трамп-Палас» (2019)

«Трамп-Палас» (англ. Trump Palace Condominiums) — небоскреб в Нью-Йорке на 69-й Ист-стрит в Верхнем Ист-Сайде, Манхэттен. Завершён в 1991 году и насчитывает 54 этажа. Высота здания 190 м, с момента постройки до 2017 года — самое высокое здание Верхнего Ист-Сайда. На 2021 год находится во второй сотне самых высоких зданий Нью-Йорка. Спроектировано фирмой Фрэнка Уильямса.

## История
До приобретения Дональдом Трампом в 1985 году на участке располагалась Нью-Йоркская больница для подкидышей (англ. New York Foundling Hospital). Общественные группы безуспешно противодействовали строительству здесь высотного здания. Возведение «Трамп-Палас» началось в апреле 1989 года со сроком окончания строительства в 1991 году. Затраты на строительство составили 185 миллионов долларов. Общественные группы также предприняли безуспешную попытку уменьшить высоту здания. Изначально Трамп планировал построить на этом месте более крупное здание, но решил не строить пятизальный кинотеатр.
Башня с облицовкой из гранита спроектирована архитектором Фрэнком Уильямсом с имитайией стиля ар-деко 1920—1930-х годов. New York Times дала зданию неоднозначную оценку: «С положительной стороны, центральная башня „Трамп-Палас“, возвышающаяся на 54 этажа над основанием из малоэтажных магазинов и таунхаусов, представляет собой искусную композицию из кирпича и стекла. Неглубокие уступы и организация окон и балконов в аккуратные горизонтальные и вертикальные полосы сжимают массу башни в кристаллические контуры. Угловые окна, заимствованные у „Сенчури“ и „Маджестик“, украшают края башни, как ограненные драгоценные камни… „Трамп-Палас“ не прилагает особых усилий, чтобы вписаться в своё окружение. Он хочет выделяться на горизонте, как примадонна». Газета писала, что небоскрёб не столько дань уважения архитектуре 1920—1930-х годов, сколько «пережиток» 1980-х: «Это его истинный период. А потрясающие виды из квартир исступлённо возвращают тот период к жизни. Глядя в окна, посетитель сталкивается лицом к лицу с высокими дизайнерскими небоскребами тех позолоченных лет, когда каждая башня пыталась затмить другие, как роскошно одетые гости на благотворительном балу». У основания башни расположены малоэтажные таунхаусы вокруг небольшой площади, что является выполнением требований по зонированию территории.